# Catherine Gibson
Catherine „Cathie” Gibson, po mężu Brown (ur. 25 marca 1931 w Motherwell, zm. 25 czerwca 2013 w Dunfermline) – brytyjska pływaczka (Szkotka). Brązowa medalistka olimpijska z Londynu.
Zawody w 1948 były jej jedynymi igrzyskami olimpijskimi. Medal zdobyła na dystansie 400 metrów stylem dowolnym. W 1947 zdobyła trzy medale mistrzostw Europy: srebro indywidualnie na 100 metrów grzbietem i 400 metrów stylem dowolnym oraz brąz w sztafecie w stylu dowolnym.